# Senet

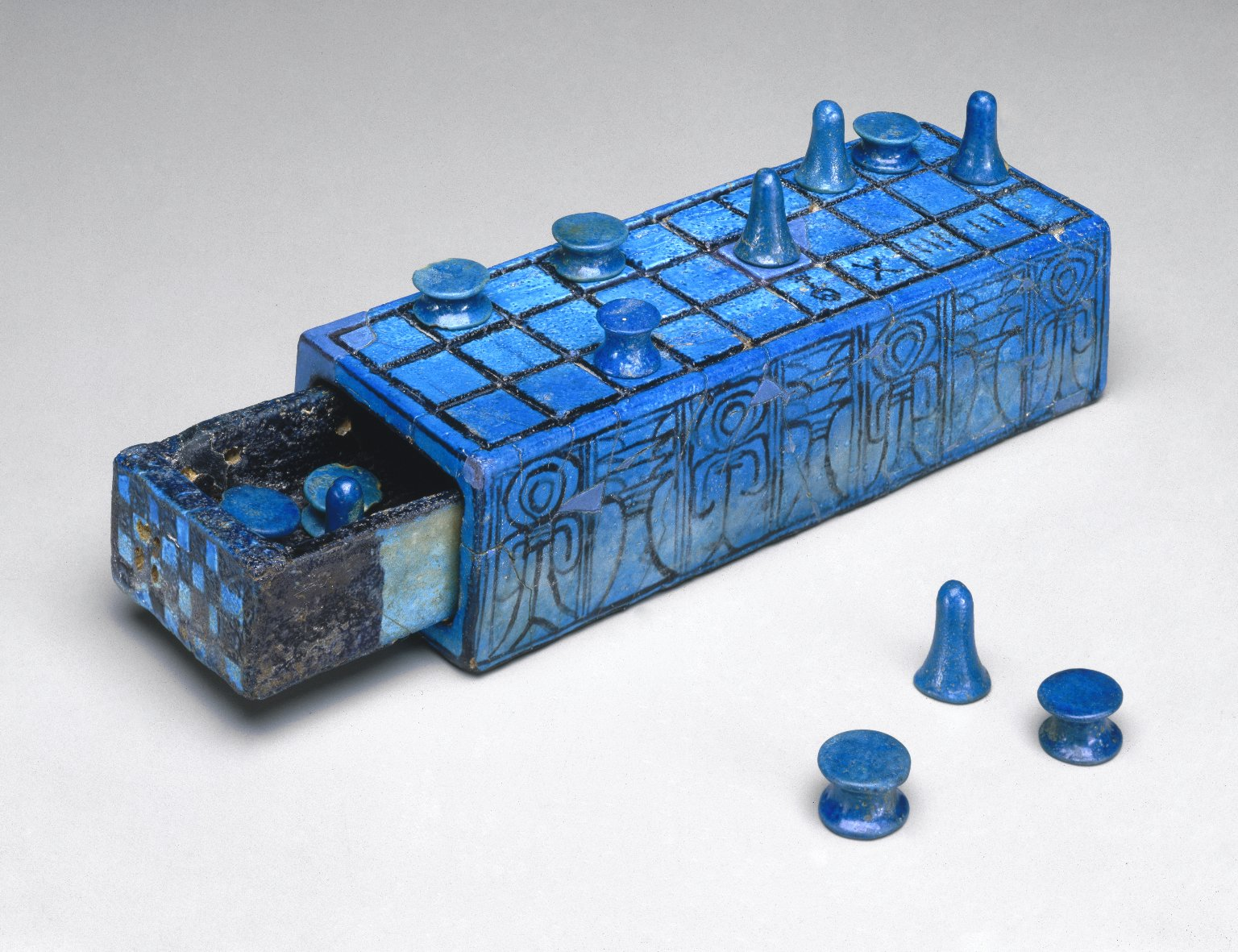
Một bộ cờ senet dành riêng cho vua Amenhotep III (1390-1353 TCN)

Senet (hay Senat) là một trò chơi đánh cờ có nguồn gốc từ Ai Cập cổ đại. Cho tới nay cách chơi chính thức của loại cờ này vẫn không được biết đến. Tên đầy đủ của trò này trong tiếng Ai Cập là zn.t n.t ḥˁb, nghĩa là "vượt qua".
Một thể loại cờ khác cũng xuất phát từ Ai Cập cổ đại có tên gọi là "Chó săn và chó rừng" (tên tiếng Anh: "Hounds and Jackals"). Cũng như Senet, cách chơi của nó vẫn không được tìm thấy. Một bộ cờ được tìm thấy tại Thebes khoảng năm 2000 TCN, hiện được cất giữ tại Viện bảo tàng Mỹ thuật Metropolitan.

## Lịch sử
Senet là một trong những loại cờ cổ xưa nhất được biết đến. Những mảnh vỡ từ những bộ cờ senet được tìm thấy trong những ngôi mộ tại Abydos và Saqqara thuộc Vương triều thứ nhất (3100 - 2910 TCN). Tên chữ tượng hình của cờ senet đã được tìm thấy trong mộ của Merknera.

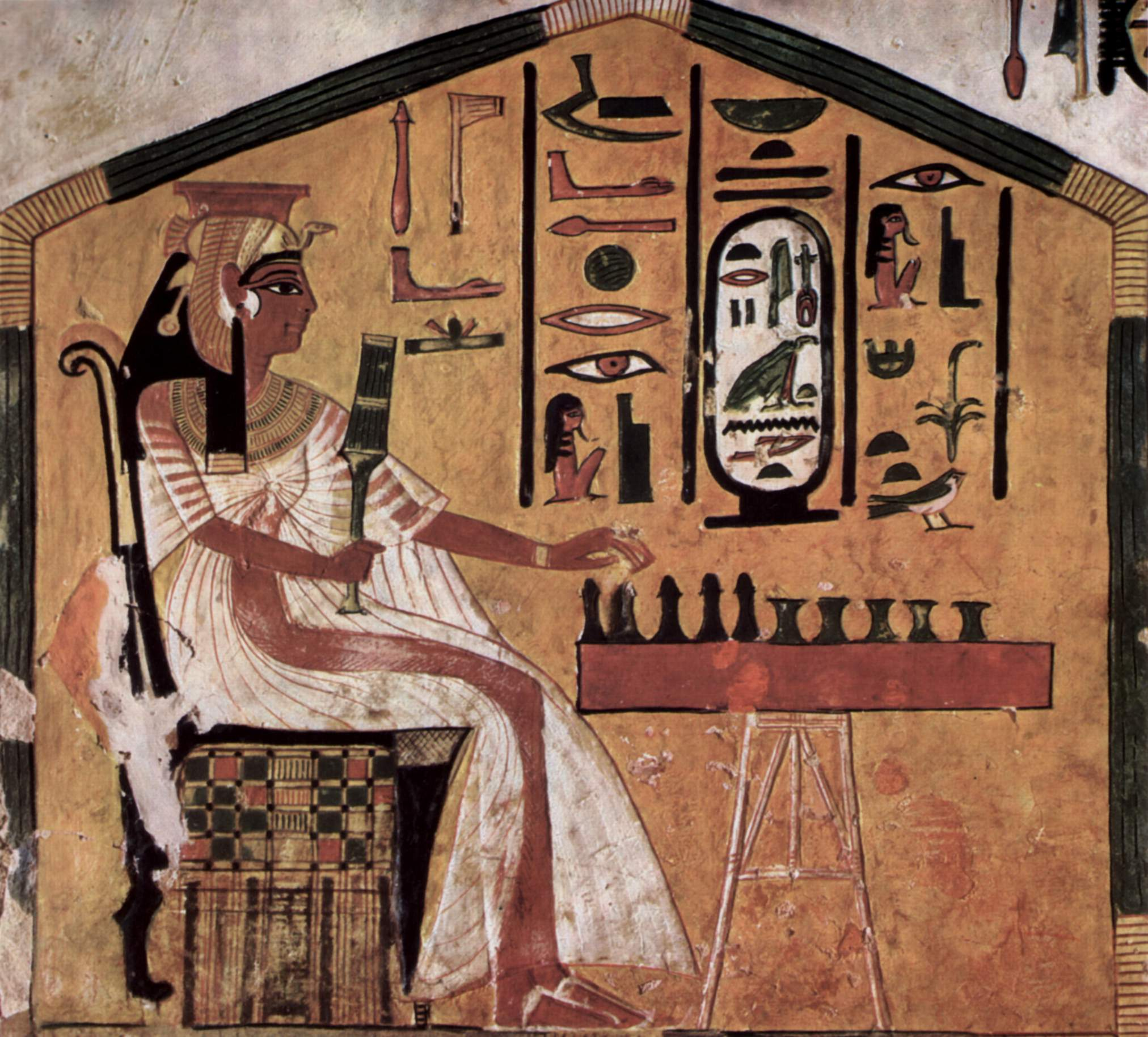
Một cảnh vẽ trên mộ của hoàng hậu Nefertari (QV66) cho thấy bà đang chơi một ván cờ senet

Bức tranh đầu tiên nhắc đến trò chơi này được vẽ trên tường mộ của đại quan Hesy dưới thời vua Djoser và Sekhemkhet (Vương triều thứ 3, khoảng 2686 - 2613 TCN). Những bàn cờ nguyên vẹn được tìm thấy thuộc về thời kỳ Trung vương quốc, nhưng những bằng chứng về sự xuất hiện của loại cờ này lại bắt nguồn từ một số cổ mộ thuộc thời kỳ Cổ vương quốc. Dưới thời kỳ Tân vương quốc, cờ senet được xem là một cuộc hành trình trình đi về thế giới bên kia của những linh hồn ka. Senet được đề cập đến trong chương XVII của Cuốn sách của người chết, cũng như trên những văn bản giấy cói khác, mang một ý nghĩa tâm linh rất lớn.
Cờ senet cũng được chơi bởi các vương quốc láng giềng, có thể do sự thông thương hàng hóa giữa các vương quốc với Ai Cập. Nó cũng được tìm thấy ở Levant và Byblos. Tại các vùng đất cũ của quốc gia Síp, cờ senet được tìm thấy còn nhiều hơn cả ở Ai Cập.
Trong gần một thế kỷ nay, các nhà Ai Cập học đã thu gom những bằng chứng rời rạc từ các mảnh vỡ để cố gắng giải mã các quy tắc chơi của cờ senet. Nhiều cách chơi phỏng đoán được đưa ra nhưng cuối cùng lại bị bác bỏ bởi những bằng chứng khảo cổ mới hơn được tìm thấy. Tuy nhiên, cờ senet đã được cải biên lại bởi Timothy Kendall và R. C. Bell, luật chơi của nó trở nên khá dễ dàng và được chấp nhận trong những ván cờ senet hiện đại.

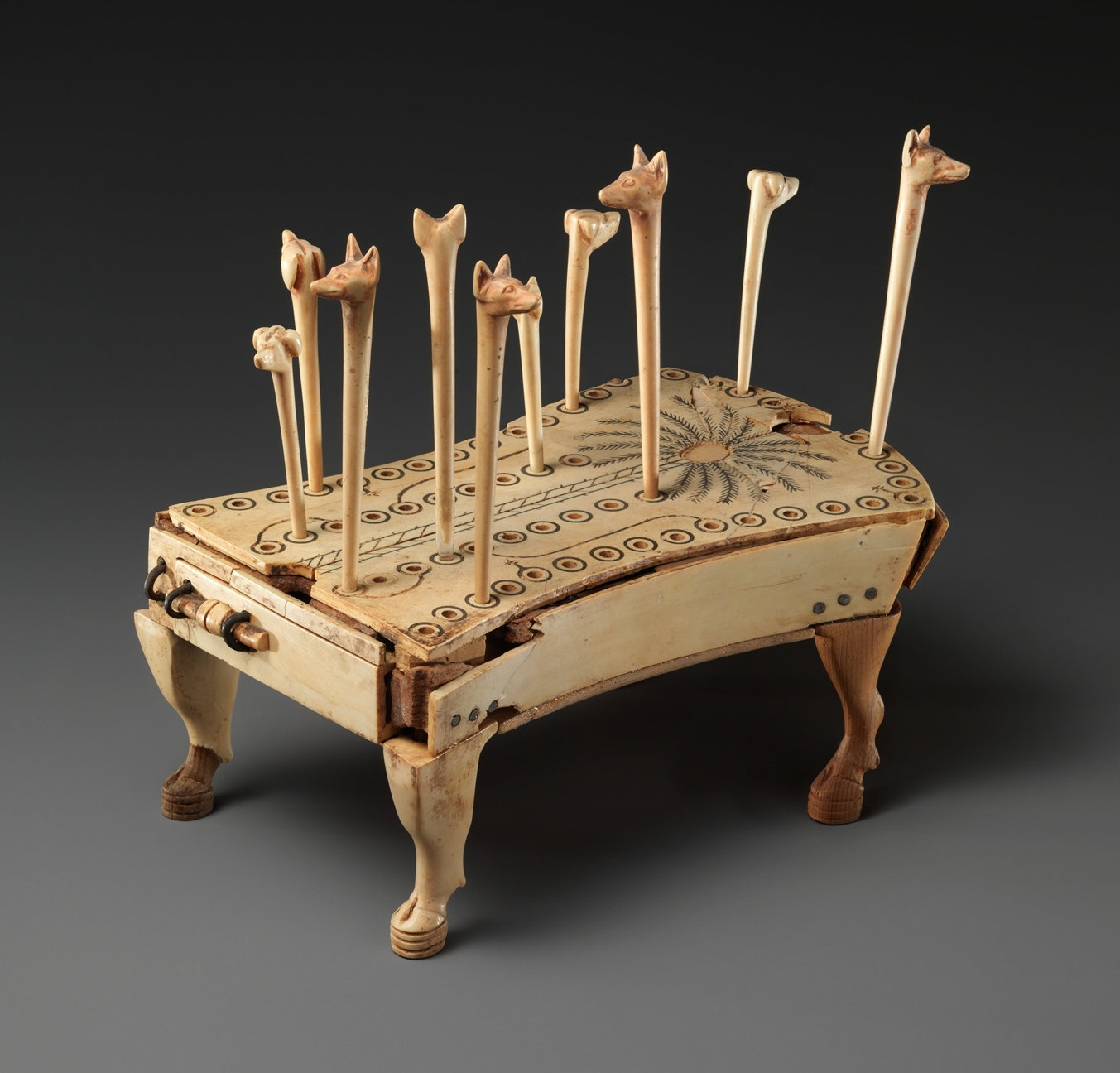
Bàn cờ Chó săn và chó rừng tại một ngôi mộ ở Thebes (Viện bảo tàng Mỹ thuật Metropolitan)

## Cách chơi
Bàn cờ hình chữ nhật được làm bằng đá, gỗ hoặc sứ, hai bên cạnh chiều rộng là hộc kéo đựng những quân cờ. Bàn cờ được kẻ 30 ô vuông (3 x 10). Hai người chơi sẽ tung xúc xắc, tự do đi cắt ngang qua nhau để tới được đích đến ở cạnh bên kia.
Trên bàn cờ có một số vị trí đặc biệt, ví dụ ô đầu tiên được gọi là "Nhà của Thoth". Thoth xuất hiện đầu tiên bởi vì ông là vị thần sẽ dẫn linh hồn người chết vào "Tòa án của sự thật". Ô thứ 12 được vẽ hình chòm sao Orion, đại diện của Osiris; ô thứ 15 đại diện cho sự sống và ô thứ 26 đại diện cho sự tự do. Ô cuối cùng là thần mặt trời Re-Horakhty, là đích đến của ván cờ.
Nhà sử học Eddie Duggan đã cung cấp một bản tóm tắt ngắn gọn về các ý tưởng liên quan đến trò chơi cổ đại này (cùng với một trò gọi là "cờ hoàng gia Ur") và cách chơi của nó. Tiến sĩ Espen Aarseth từ trường Đại học Copenhagen thắc mắc rằng, liệu cờ senet có được coi là còn tồn tại hay không, trong khi cách chơi nguyên bản của nó lại không được biết đến. Trong thư trả lời, nhà nghiên cứu Alexander de Voogt từ Bảo tàng Lịch sử Tự nhiên Hoa Kỳ đáp rằng, trò chơi này vốn dĩ không có một quy luật cố định, và chúng được chơi ở nhiều nơi. Hơn thế nữa, những người chơi cờ senet bây giờ cũng không biết được quy luật chính thống của nó.

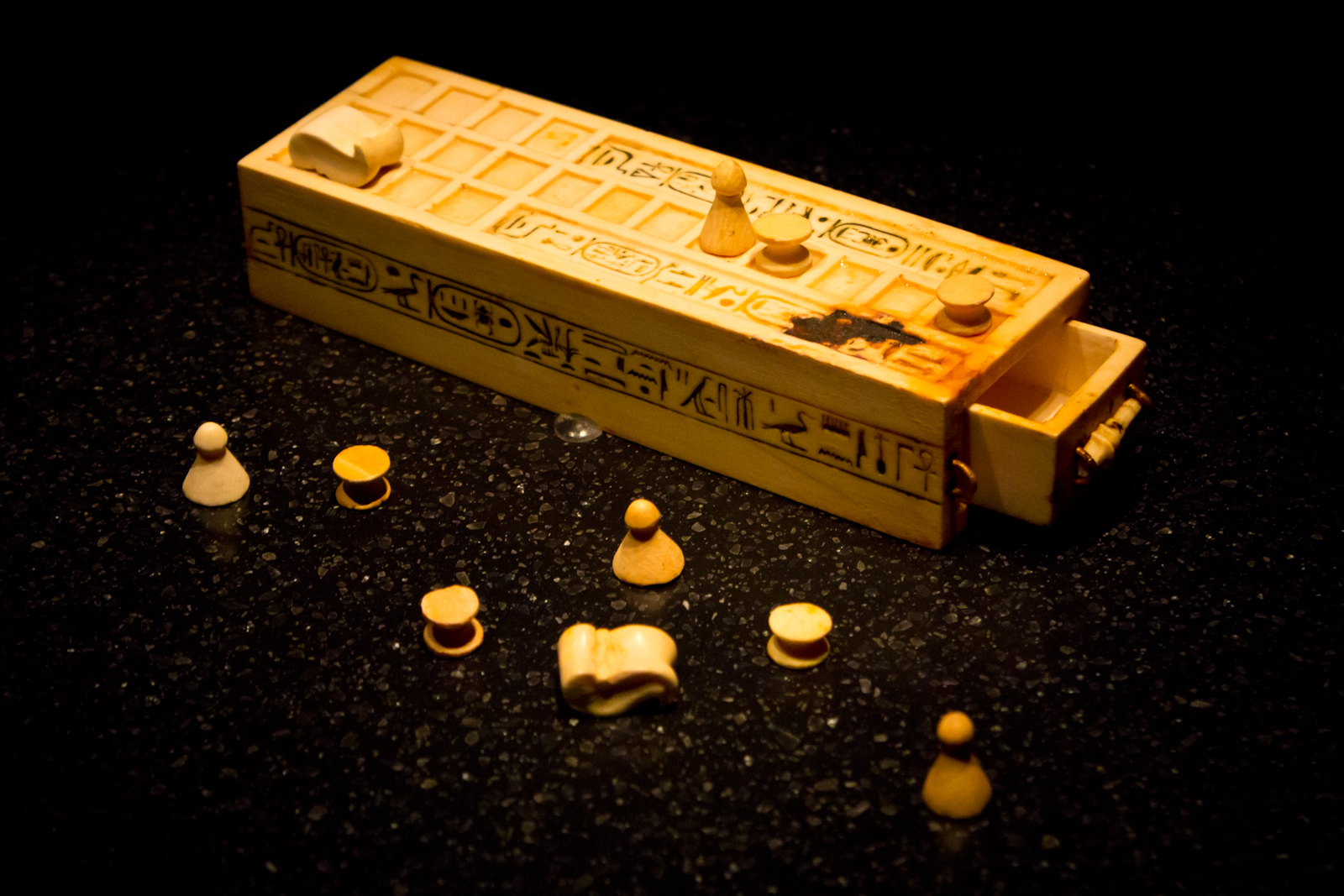
Một bàn cờ senet trong mộ của Tutankhamun (Bảo tàng Ai Cập)